# Zalesie (gmina Dąbie)
Zalesie (do 31 grudnia 2013 Zalesie-Kolonia) – wieś w Polsce położona w województwie wielkopolskim, w powiecie kolskim, w gminie Dąbie.
W latach 1975–1998 miejscowość administracyjnie należała do województwa konińskiego.
| SIMC    | Nazwa        | Rodzaj    |
| ------- | ------------ | --------- |
| 0282820 | Zalaski      | część wsi |
| 0282837 | Zalesie Małe | część wsi |

## Urodzeni w Zalesiu
- Janusz Kapusta – polski rysownik, malarz i scenograf, kawaler Orderu Orła Białego[5].

## Demografia
Poniższa demografia posiada dane z 2021
| Opis                                | Ogółem | Ogółem | Kobiety | Kobiety | Mężczyźni | Mężczyźni |
| ----------------------------------- | ------ | ------ | ------- | ------- | --------- | --------- |
| Jednostka                           | osób   | %      | osób    | %       | osób      | %         |
| Populacja                           | 221    | 100    | 102     | 46,15   | 119       | 53,85     |
| Wiek przedprodukcyjny (0–17 lat)    | 42     | 19     | 14      | 6,33    | 28        | 12,67     |
| Wiek produkcyjny (18–65 lat)        | 133    | 60,18  | 61      | 27,6    | 72        | 32,58     |
| Wiek poprodukcyjny (powyżej 65 lat) | 46     | 20,81  | 27      | 12,22   | 19        | 8,6       |